# Aechmea biflora
Aechmea biflora es una especie de hábitos epífitas perteneciente a la familia Bromeliaceae. Es endémica de Ecuador. Su hábitat natural son la húmedas montañas subtropicales o tropicales. 

## Descripción
Aunque la especie es conocida por tener cinco subpoblaciones es muy rara y su hábitat está fragmentado. Una subpoblación ha sido registrada en el Parque nacional Sangay. Altamente amenazada por las recolecciones intensivas debido a su valor ornamental y comercial.

## Cultivares
- xNeomea 'Buchanan's Nebula'
- xNeomea 'Caldera'
- xNeomea 'Chiriqui'
- xNeomea 'Light Years'
- xNeomea 'Mars Rising'
- xNeomea 'Mundillo'
- xNeomea 'Solar Flare'
- xNidumea 'Kathleen'
- xNidumea 'Pepe'

## Taxonomía
Aechmea biflora fue descrita por (L.B.Sm.) L.B.Sm. & M.A.Spencer y publicado en Phytologia 72(2): 96. 1992.
Etimología
Ver: Aechmea
biflora: epíteto latino que significa "con dos flores".
Sinonimia
- Streptocalyx biflorus L.B.Sm., Phytologia 24: 448 (1972).[1]